# Vilobí del Penedès
Vilobí del Penedès è un comune spagnolo di 917 abitanti situato nella comunità autonoma della Catalogna.

## Amministrazione

### Gemellaggi
- Chiusanico, dal 2003